# Gollo
Gollo est une localité située dans le département de Yako de la province du Passoré dans la région Nord au Burkina Faso.

## Géographie
Gollo se trouve à 3 km à l'ouest du centre de Yako, le chef-lieu de la province. La localité est traversée par la route régionale 21 qui rejoint à Yako les routes nationales 2 et 13.

## Santé et éducation
Le centre de soins le plus proche de Gollo est le centre médical avec antenne chirurgicale (CMA) de la province à Yako.
Gollo possède une école primaire publique.